# Star Trek temporada 2
La segona temporada de la sèrie de televisió de ciència-ficció estatunidenca Star Trek, creada originalment per Gene Roddenberry, es va estrenar a NBC el 15 de setembre de 1967, i va concloure el 29 de març de 1968. Constava de 26 episodis. Compta amb William Shatner com a Capità James Tiberius Kirk, Leonard Nimoy com a Spock i DeForest Kelley com a Leonard McCoy.

## Historial d'emissions
La temporada es va emetre originalment els divendres de 8:30 a 21:30 (EST) a la NBC.

## Repartiment
- William Shatner com a capità James Tiberius Kirk: oficial al comandament de l'USS Enterprise
- Leonard Nimoy com a Comandant Spock: l'oficial científic mig humà/meitat-vulcanià de la nau i primer/executiu (és a dir, el segon en el comandament)
- DeForest Kelley com a tinent comandant Dr. Leonard "Bones" McCoy: oficial mèdic en cap i tercer oficial del vaixell
- James Doohan com a Tinent Comandant Montgomery "Scotty" Scott: l'enginyer en cap i segon oficial de l’Enterprise (és a dir, tercer en comandament)
- Nichelle Nichols com a tinent Nyota Uhura: l'oficial de comunicacions del vaixell
- George Takei com el tinent Hikaru Sulu: el timoner del vaixell
- Majel Barrett com a infermera Christine Chapel: la cap d'infermera del vaixell (Barrett, que va interpretar al primer oficial del vaixell, Número U, a "La gàbia"). també va donar veu a l'ordinador del vaixell.)
- Eddie Paskey com el tinent Leslie

## Doblatge al català
La sèrie va ser doblada al català pels estudis Tecni-3 (primera part) i Diálogo (segona part) i emesa a TV3 l’any 1989.
| Personatge                | Actor/actriu     | Veu en català                      |
| ------------------------- | ---------------- | ---------------------------------- |
| James T. Kirk             | William Shatner  | Jordi Boixaderas                   |
| Spock                     | Leonard Nimoy    | Isidre Sola i Llop                 |
| Leonard McCoy             | DeForest Kelley  | Eduard Lluís Muntada               |
| Montgomery Scott 'Scotty' | James Doohan     | Joan Carles Gustems Domènec Farell |
| Nyota Uhura               | Nichelle Nichols | Glòria Roig Azucena Díaz           |
| Hikaru Sulu               | George Takei     | Jaume Nadal Enric Cusí             |
| Pavel Chekov              | Walter Koenig    | Quim Roca Pep Madern               |
| Christine Chapel          | Majel Barrett    | Ana Maria Mauri Rosa Gavin         |

## Episodis
| Núm. total | Núm. de la temporada | Títol                                                 | Direcció            | Guió                                                                     | Data d'emissió original | Codi de prod. | Llars dels EUA (en milions) |
| --- | -------------------- | ----------------------------------------------------- | ------------------- | ------------------------------------------------------------------------ | ----------------------- | ------------- | --------------------------- |
| 30 | 1                    | «L'època de l'Amok Amok Time»                         | Joseph Pevney       | Theodore Sturgeon                                                        | 15 de setembre de 1967  | 34            | 7.17                        |
| Quan Spock comença a comportar-se de manera agressiva, Kirk descobreix que el seu primer oficial ha de tornar a casa a Vulcà per casar-se o morir. Kirk desobeeix les seves ordres del Comandament de la Flota Estel·lar de visitar Altair 6 i decideix salvar en Spock. Spock, Kirk i McCoy aterren a Vulcà, on Spock els porta a la seva terra familiar per començar pon farr. Es troben amb T'Pau i T'Pring només per descobrir que T'Pring vol un duel i tria Kirk com a desafiador. Kirk accepta el repte pensant en deixar que Spock guanyi, però més tard en T'Pau li diu que és un desafiament a mort. Durant la baralla, McCoy li dona a Kirk un neuro-tranquil·litzant per fingir la seva mort. Després de la victòria, Spock demana a T'Pring que expliqui la seva decisió i decideix no casar-se amb ella. Després de tornar a l' Enterprise, Spock està encantat de veure Kirk viu. |                      |                                                       |                     |                                                                          |                         |               |                             |
| 31 | 2                    | «Qui plora pels déus? Who Mourns for Adonais?»        | Marc Daniels        | Gilbert Ralston                                                          | 22 de setembre de 1967  | 33            | 8.18                        |
| L’ Enterprise es manté captiva dins d'un camp d'energia que està controlat per un alienígena que diu ser el déu grec Apol·lo. Apol·lo ordena a Kirk que es trobi amb ell a la superfície del planeta. Bones, Chekov, Scotty i la tinent Carolyn Palamas acompanyen a Kirk. Apol·lo exigeix que la tripulació l'adori com a déu al seu temple, captivant a Carolyn i atacant a Scotty quan desobeeix. Spock troba una manera de passar pel camp d'energia i ajuda a Kirk a enderrocar el temple que era la seva font d'energia. |                      |                                                       |                     |                                                                          |                         |               |                             |
| 32 | 3                    | «El fill fals The Changeling»                         | Marc Daniels        | John Meredyth Lucas                                                      | 29 de setembre de 1967  | 37            | 8.46                        |
| La tripulació de l' Enterprise tracta amb Nomad, una sonda espacial indestructible i destructiva de planetes que creu que Kirk és el seu creador. La sonda espacial s'encén i després de completar una anàlisi, el Sr. Spock revela que el seu veritable creador és Jackson Roykirk, un científic del segle xx. Spock entra a la ment de Nomad i descobreix que la sonda espacial original va ser destruïda quan una altra sonda alienígena s'hi va unir d'alguna manera, esborrant els seus bancs de memòria i donant lloc a una nova màquina amb un nou objectiu: esterilitzar totes les unitats imperfectes. Quan Nomad pren el control de l'Enterprise, Kirk li diu a Nomad la veritat fent-li adonar-se que Nomad mateix té defectes i s'ha de destruir. Star Trek: La pel·lícula va ser en part una expansió d'aquest episodi. |                      |                                                       |                     |                                                                          |                         |               |                             |
| 33 | 4                    | «Mirall, mirall Mirror, Mirror»                       | Marc Daniels        | Jerome Bixby                                                             | 6 d'octubre de 1967     | 39            | 7.62                        |
| Un accident del teletransportador fa caure el capità Kirk i els seus companys en un univers paral·lel, on l' Enterprise serveix a un Imperi bàrbar en lloc de la Federació. Kirk, Bones, Scotty i Uhura intenten actuar adequadament per al seu nou entorn mentre descobreixen com tornar al seu univers on els seus equivalents de l'Imperi brillaven. En aquest univers mirall, el Sr. Chekov va intentar matar el capità Kirk per tenir èxit com a capità, però va fracassar i va ser enviat a la cabina de tortura. L'Imperi Spock rep una ordre de la base de la Flota Estel·lar per executar el capità Kirk si no aniquila el planeta Halkan a l'alba, cosa que li diu a Kirk. Bones i Scotty reprogramen el teletransportador perquè els retorni, però Spock els troba a Sick Bay. Spock els ataca però és derrotat i a punt de morir. Kirk permet que Bones el tracti mentre els altres van a la sala de transport. Spock del mirall descobreix la veritat sobre els universos bessons i porta en Bones a la sala del transport, on els ajuda a tornar al nostre univers on Spock els espera. Aquest episodi va inspirar diverses línies argumentals a Deep Space Nine, Enterprise i Discovery. |                      |                                                       |                     |                                                                          |                         |               |                             |
| 34 | 5                    | «La poma The Apple»                                   | Joseph Pevney       | Història de : Max Ehrlich Guió de : Max Ehrlich i Gene L. Coon           | 13 d'octubre de 1967    | 38            | 7.90                        |
| La tripulació de l' Enterprise visita un misteriós i mortal planeta paradís que descobreixen que està controlat per una màquina anomenada Vaal. El grup d'aterratge, que inclou Kirk, Spock, Bones i Chekov, estan encantats pel planeta però es troben amb una estranya flor que mata dos membres del grup. Un misteriós llamp fa mal a Spock i altera la sala de teletransport de l' Enterprise. El grup de desembarcament supervivent troba un grup d'homes i dones que estan controlats per Vaal. Vaal restringeix el seu coneixement de les interaccions humanes, com ara les relacions sexuals, i fa que els habitants de l'illa l'alimentin amb un mineral explosiu que es troba a l'illa per alimentar-se. Vaal ordena als habitants que matin el grup de desembarcament al matí quan es fa evident que representen una amenaça per a la forma de vida actual dels habitants.bScotty troba una manera d'enviar tota l'energia als fàsers de la nau mentre Kirk i Bones impedeixen que Vaal s'alimenti de més mineral explosiu. Vaal perd força com a resultat i es torna vulnerable, cosa que permet que l' Enterprise destrueixi Vaal i alliberi els habitants. |                      |                                                       |                     |                                                                          |                         |               |                             |
| 35 | 6                    | «La màquina del Judici Final The Doomsday Machine»    | Marc Daniels        | Norman Spinrad                                                           | 20 d'octubre de 1967    | 35            | 7.73                        |
| Després de perdre tota la seva tripulació a causa d'una màquina alienígena que menja planetes d'una altra galàxia, el comodor Matt Decker agafa rang a Kirk per jugar a un joc del gat i la rata amb l’adversari mecànic. Els seus esforços per destruir l'amenaça posen a l' Enterprise en greu perill. Aquest episodi serveix com a història de fons del joc de Game Boy Star Trek 25th Anniversary. |                      |                                                       |                     |                                                                          |                         |               |                             |
| 36 | 7                    | «Gat amagat Catspaw»                                  | Joseph Pevney       | Robert Bloch                                                             | 27 d'octubre de 1967    | 30            | 8.85                        |
| Dos poderosos extraterrestres amenacen el benestar de l' Enterprise i la seva tripulació amb els seus poders màgics. Scotty, Sulu i Jackson del grup d'aterratge desapareixen en un planeta conegut per estar deshabitat. En tornar Jackson mor, donant a Kirk un avís perquè abandoni el sistema. Kirk, Spock i Bones s'envien per trobar un castell misteriós. Un home i una dona, Korob i Sylvia, els coneixen i descobreixen que en Korob i la Sylvia no són d'aquest sistema, sinó que s'han traslladat aquí amb la intenció d'aprendre més sobre els humans. Korob té bones intencions, però la Sylvia està decidida a aprendre sobre els humans i captura Sulu, Scotty i Bones completament mitjançant el control mental. Kirk fa servir trucs seductors a la Sylvia per saber la veritat i destrueix la seva font d'energia "transmutadora" per alliberar tot el grup d'aterratge i acabar amb les il·lusions. |                      |                                                       |                     |                                                                          |                         |               |                             |
| 37 | 8                    | «Mudd, primer I, Mudd»                                | Marc Daniels        | Stephen Kandel                                                           | 3 de novembre de 1967   | 41            | 8.23                        |
| El capità Kirk i la tripulació tenen un segon enfrontament amb l'estafador, Harry Mudd, aquesta vegada el troben com el rei d'un planeta d'androides. L' Enterprise és capturada per un androide que porta tota la tripulació a un planeta inexplorat de la galàxia. Kirk, Spock, Bones, Uhura, Scotty i Chekov aterren amb l'androide al planeta per trobar a Harry Mudd com a rei del planeta i uns 200.000 androides per servir-lo. Revela que els androides volen conèixer i servir els humans i exigeixen més exemplars. Harry Mudd planeja deixar enrere tota la tripulació de l' Enterprise i agafar la nau. En desentranyar els punts febles dels androides, la tripulació de l' Enterprise danya la unitat de control principal Norman, reprograma els androides per complir el seu propòsit original d'assentar el planeta, aconsegueix el control de l' Enterprise i deixar enrere a Harry Mudd per viure amb els androides humorístics. |                      |                                                       |                     |                                                                          |                         |               |                             |
| 38 | 9                    | «Metamorfosi Metamorphosis»                           | Ralph Senensky      | Gene L. Coon                                                             | 10 de novembre de 1967  | 31            | 7.11                        |
| Una tripulació de la llançadora de l' Enterprise es troba amb un nàufrag que sembla ser Zefram Cochrane, l'inventor del motor de curvatura, i el seu misteriós company alienígena. Kirk, Bones, Spock i un oficial afectat per la malaltia són abatuts a la superfície d'un planeta en el camí cap a l' Enterprise on es troben amb Zefram Cochrane, que està mort des de fa 150 anys. Cochrane explica que el Companion, un misteriós camp d'energia, el manté viu i bé, però recentment va decidir que necessitava un company. Després d'investigar i desafiar el company alienígena, Kirk s'adona que el company té sentiments per Cochrane i troba la manera de tornar a l'"Enterprise" en un episodi sorprenentment romàntic. |                      |                                                       |                     |                                                                          |                         |               |                             |
| 39 | 10                   | «Viatge a Babel Journey to Babel»                     | Joseph Pevney       | D. C. Fontana                                                            | 17 de novembre de 1967  | 44            | 7.28                        |
| Mentre transporten dignataris a una important conferència de pau al planeta Babel, l' Enterprise és perseguida per una nau misteriosa i, després d'una baralla entre l'ambaixador de Vulcà, Sarek (el pare de Spock), i l'ambaixador tellarita, el aquest últim és assassinat, amb Sarek com a principal sospitós. Aleshores, Kirk és atacat i greument ferit per l'assassí, exonerant Sarek però exigint que Spock es faci càrrec de l' Enterprise. Un dilema ètic sorgeix quan Sarek emmalalteix i necessita la sang de Spock per a una arriscada operació que salvaria la seva vida. Per angoixa de la seva mare Spock posa el seu deure per davant de la vida del seu pare. Kirk i Bones troben una manera de permetre que Spock ajudi a l'operació, mentre un Kirk encara ferit intenta descobrir el pla de l'assassí i s'enfronta a la nau estel·lar atacant. |                      |                                                       |                     |                                                                          |                         |               |                             |
| 40 | 11                   | «La criatura dels divendres Friday's Child»           | Joseph Pevney       | D. C. Fontana                                                            | 1 de desembre de 1967   | 32            | 8.74                        |
| La tripulació de l' Enterprise s'embolica en la lluita pel poder tribal d'un planeta. En aterrar i veure un klíngon, un membre de la tripulació és assassinat per la tribu. En un gir problemàtic dels esdeveniments, el líder de les 10 tribus és assassinat i Maab, que dona suport als klíngons, és qui se'n fa càrrec. La dona Eleen juntament amb el grup d'aterratge de Kirk, Spock i Bones aconsegueix escapar, però no pot contactar amb l' Enterprise que ha estat enganyada perquè abandoni l'òrbita del planeta per seguir un senyal de socors. L'Eleen i els altres aconsegueixen amagar-se. Maab s'adona de la veritable intenció dels klíngons i l' Enterprise aconsegueix tornar a temps per ajudar el grup de desembarcament i aconseguir l'acord amb la gent de la tribu. |                      |                                                       |                     |                                                                          |                         |               |                             |
| 41 | 12                   | «Els anys mortals The Deadly Years»                   | Joseph Pevney       | David P. Harmon                                                          | 8 de desembre de 1967   | 40            | 9.91                        |
| La radiació estranya exposa lal comandament de l' Enterprise als efectes de l'envelliment ràpid. Un grup de desembarcament format per Chekov, Kirk, Spock, Bones, Scotty i el tinent Galway es divideix en petits equips per trobar els colons del planeta Gamma Hydra Quatre. Chekov entra a un edifici i se sorprèn al veure un home mort i truca als altres. El grup d'aterratge coneix dues persones més d'aspecte vell però joves d'edat. Bones conclou l'anàlisi i diu que les altres dues persones només tenen uns quants dies de vida perquè les seves funcions corporals estan envellint uns 30 anys al dia. El mateix comença a passar amb el grup d'aterratge en tornar a l' Enterprise. Scotty, Bones, Spock, Kirk i Galway comencen a envellir, però Chekov no. L'envelliment inhibeix la capacitat de presa de decisions del capità Kirk i Spock. Un comodor Stocker que és un passatger a bord de l' Enterprise pren el comandament del vaixell. Pren una mala decisió portant l' Enterprise a la Zona Neutral i a un atac mortal dels romulans. A partir d'una idea que Bones té sobre per què Chekov era immune, Spock i la doctora Janet Wallace (que també és una passatgera a bord) diuen una vacuna que conté adrenalina que Kirk prova fàcilment. Funciona i Kirk reprèn immediatament el comandament de l' Enterprise i enganya els romulans, salvant l' Enterprise. |                      |                                                       |                     |                                                                          |                         |               |                             |
| 42 | 13                   | «Obsessió Obsession»                                  | Ralph Senensky      | Art Wallace                                                              | 15 de desembre de 1967  | 47            | 9.18                        |
| El capità Kirk s'obsessiona amb destruir una entitat assassina que ha matat molts de la tripulació de la seva nau. Després de trobar un núvol misteriós que mata ràpidament a tres membres de la tripulació, el capità Kirk està decidit a trobar una manera d'entendre'l i destruir-lo, evitant que s'estengui a més sistemes planetaris. Kirk recorda la seva experiència passada amb aquest núvol uns anys abans en un sistema planetari diferent a l'altre costat de la galàxia. La seva obsessió per aquest núvol comença a interferir amb les seves habilitats de presa de decisions com a comandant de la nau estel·lar provocant un registre mèdic de Bones i Spock. Aviat, Spock i Bones s'adonen per què en Kirk està obsessionat amb aquest núvol. L' Enterprise comença a atacar el núvol només per adonar-se que el núvol no s'escapa i aconsegueix entrar al sistema de circulació d'aire de l' Enterprise. Kirk, Spock i Bones, finalment, descobreixen una manera de destruir el núvol. |                      |                                                       |                     |                                                                          |                         |               |                             |
| 43 | 14                   | «El llop dins del tancat Wolf in the Fold»            | Joseph Pevney       | Robert Bloch                                                             | 22 de desembre de 1967  | 36            | Sense determinar            |
| Mr. Scott està involucrat en una sèrie d'assassinats estranys. Al planeta Argelius durant una pausa planificada, Scotty, Kirk i Bones es troben amb una sèrie d'esdeveniments en què es culpa a Scotty d'haver assassinat tres dones, dues locals del planeta i un membre de la tripulació a bord de l'Enterprise, la tinent Tracy. El prefecte vol investigar l'assassinat al planeta, però tots els mètodes semblen inútils. Un cop a bord de l' Enterprise, l'ordinador, alimentat amb tots els registres mèdics de Scotty, comença a analitzar les respostes de Scotty a totes les preguntes. El comitè s'adona que Scotty no menteix i, de fet, algú/una altra cosa és responsable de l'assassinat. El comitè descobreix que les cosa recorda Jack l'esbudellador, que s'ha rumorejat que existia al llarg dels segles XIX, XX i XXI en tots els sistemes entre la Terra i Argelius. Després d'una anàlisi, Hengist, assessor de seguretat del Prefecte, es troba que està posseït per la criatura que causa por als humanoides i els mata. Pren el control de l' Enterprise i amenaça de matar-los a tots. Spock anul·la els controls, posant-los en manual, sobrecarrega els bancs d'ordinadors fent que calculi l'últim dígit de pi, perjudicant la cosa durant unes hores mentre Bones tranquil·litza tota la tripulació a bord. Finalment, la cosa es captura dins de Hengist i es transporta a la majoria de regions de la galàxia en milers de peces petites. |                      |                                                       |                     |                                                                          |                         |               |                             |
| 44 | 15                   | «El problema dels tribbles The Trouble with Tribbles» | Joseph Pevney       | David Gerrold                                                            | 29 de desembre de 1967  | 42            | 8.85                        |
| Els Tribbles, criatures roncadores, esponjoses i fèrtils interrompen l'explotació d'un planeta en disputa entre l'Imperi Klíngon i la Federació. L' Enterprise respon a un senyal de socors de prioritat 1 de l'Estació Espacial K7 a la vora de la Zona Neutral i prop del planeta Sherman. El Sr. Baris demana a Kirk que proporcioni protecció a la instal·lació d'emmagatzematge de l'estació espacial per preservar un gra millorat que ajudarà a la Federació a aconseguir el control del planeta Sherman i evitar que els klíngons el capturin. Kirk sanciona el guàrdia de seguretat i també dona permís a terra a la tripulació a bord de l' Enterprise. Uhura i Chekov troben una criatura interessant anomenada tribble a l'estació i la porten a bord de l' Enterprise. Els tribbles comencen a reproduir-se de manera exponencial i s'estenen per tot arreu a l' Enterprise. Un vaixell klíngon també arriba a les instal·lacions del K7 per sortir a terra i Kirk ho permet sota la protecció de l' Enterprise. Tribbles comencen a entrar als sistemes de vent de l' Enterprise i de l'Estació Espacial K7, destruint la collita. Més tard es revela que la collita va ser enverinada per un espia Klíngon a bord de l'estació espacial. El verí també va matar els tribbles que es menjaven el gra. Kirk troba l'espia i Scotty troba una manera de desfer-se dels tribbles de l' Enterprise. |                      |                                                       |                     |                                                                          |                         |               |                             |
| 45 | 16                   | «La timba de Triskelion The Gamesters of Triskelion»  | Gene Nelson         | Margaret Armen                                                           | 5 de gener de 1968      | 46            | 10.92                       |
| El capità Kirk, Chekov i Uhura són segrestats per poderosos alienígenes incorporis i obligats a lluitar en concursos de gladiadors per a l'entreteniment dels alienígenes. Mentre intenten arribar al planeta Gamma 2, Kirk, Uhura i Chekov són transportats a un misteriós planeta, Triskelion, que mai ha estat cartografiat per la Federació. Allà, els tres són capturats i entrenats en habilitats de lluita per entrenadors anomenats Thralls. Qualsevol acte de desobediència es penalitza amb dolor a través dels collars al coll. L' Enterprise, ara comandada per Spock, abandona el sistema Gamma 2 i troba un núvol d'hidrogen amb camps d'energia misteriosos. A Triskelion, Kirk aconsegueix impressionar els Proveïdors i s'uneix amb el seu Thrall per aprendre més sobre els Proveïdors. Mentre intenten fugir, els Proveïdors mostren el seu veritable jo i aposten a un acord amb Kirk per a una última baralla entre Kirk i tres Thralls. Kirk aconsegueix derrotar-los, alliberant tots els Thralls i fent que els Proveïdors ensenyin als Thralls utilitzant tot el coneixement que posseeixen. |                      |                                                       |                     |                                                                          |                         |               |                             |
| 46 | 17                   | «Un tros del pastís A Piece of the Action»            | James Komack        | Història de : David P. Harmon Guió de : David P. Harmon and Gene L. Coon | 12 de gener de 1968     | 49            | 9.97                        |
| L' Enterprise visita un planeta amb una cultura violenta basada en l'època de la Prohibició dels anys 20 dels Estats Units. Després de rebre un informe de fa 100 anys d'una antiga nau estel·lar, Kirk, Bones i Spock decideixen dirigir-se al planeta iotià per conèixer la seva forma de vida i es sorprèn que tota la societat es basi en la cultura de la màfia de Chicago de la dècada de 1920. En adonar-se que l' Enterprise ha d'ajudar a rectificar aquesta situació, Kirk decideix reunir tots els caps en un sol lloc i formar un sindicat, però es troba amb problemes amb els dos caps més grans, Bela i Krako. Kirk captura a Bela i transporta a Krako a l' Enterprise abans d'enganyar la resta dels caps perquè es reuneixin. Utilitzant el Comandament de la Flota Estel·lar com a òrgan de supervisió, Kirk forma el sindicat, que serà dirigit per Bela amb Krako com a tinent. Kirk espera que puguin ensenyar un nou estil de vida a aquestes persones sota la vigilància de la Federació. |                      |                                                       |                     |                                                                          |                         |               |                             |
| 47 | 18                   | «La síndrome d'immunitat The Immunity Syndrome»       | Joseph Pevney       | Robert Sabaroff                                                          | 19 de gener de 1968     | 48            | 9.46                        |
| La tripulació de l' Enterprise es troba amb una criatura espacial que consumeix energia. De camí cap a la base 6 del Comandament de la Flota Estel·lar, l' Enterprise rep ordres de comprovar la nau estel·lar Intrepid al sistema solar Gamma 7. Troben un espai negre que cobreix el camí cap al sistema sense estrelles visibles a través d'ell. En creuar l'espai, l' Enterprise comença a perdre energia i és arrossegada cap a un organisme unicel·lular de gran mida. Després de perdre dues sondes per investigar l'organisme i fracassar en un intent d'allunyar-se, Kirk tria a Spock per portar la llançadora a la membrana de l'organisme, investigar-la i trobar una manera de destruir-la. Spock descobreix que l'organisme està a punt de reproduir-se i té un nucli que pot ser atacat amb una càrrega completa d'energia antimatèria. Kirk aconsegueix enviar una sonda amb l'ajuda d'en Scotty equipat amb una bomba cronometrada d'energia antimatèria i l' Enterprise comença a sortir de la membrana tirant de la llançadora. Finalment, l'organisme és destruït i la galàxia se salva. |                      |                                                       |                     |                                                                          |                         |               |                             |
| 48 | 19                   | «Una petita guerra privada A Private Little War»      | Marc Daniels        | Història de : Don Ingalls Guió de : Gene Roddenberry                     | 2 de febrer de 1968     | 45            | 9.52                        |
| El capità Kirk ha de decidir com salvar un poble primitiu de la interferència tecnològica dels klíngons. En aterrar al planeta amb una població humanoide, Kirk descobreix que la meitat de la població, liderada pel seu vell amic Tyree, encara és primitiva mentre que l'altra meitat té armes de foc. Spock rep un tret i el retornen a la nau per recuperar-se. Kirk i McCoy comencen una investigació i Kirk és enverinat per una bèstia salvatge. Amb l' "Enterprise" no disponible per ajudar, la dona de Tyree, Nona, cura en Kirk, però també intenta controlar tant en Kirk com en Tyree. Després de recuperar-se, Kirk s'allunya de la Nona del campament però és atacat per ella. Ella roba el seu faser i corre cap al campament enemic, però mor a l'emboscada. Tyree accepta utilitzar armes de lluita per protegir el seu poble. Kirk demana al Sr. Scott que fabriqui armes de foc per a la gent primitiva, per mantenir un equilibri de poder entre els dos camps. |                      |                                                       |                     |                                                                          |                         |               |                             |
| 49 | 20                   | «Retorn al demà Return to Tomorrow»                   | Ralph Senensky      | John T. Dugan                                                            | 9 de febrer de 1968     | 51            | 10.14                       |
| Uns extraterrestres telepàtics prenen el control dels cossos de Kirk i Spock amb la intenció de construir nous cossos mecanitzats per ells mateixos. Després de rebre un senyal de socors d'un planeta a les profunditats de la galàxia i lluny de l'última àrea visitada, l' Enterprise és contactada per una forma de vida d'energia pura que desitja que Kirk, Spock, el Dr. Mulhall i Bones es transmetin. Coneixen en Sargon, una ment conscient atrapada en una màquina. Sargon explica que la seva civilització va viatjar a l'espai igual que Kirk fa segles i va deixar persones en diversos sistemes estel·lars per colonitzar. Però aquest planeta va patir una guerra on totes les persones menys unes poques es van destruir. Sargon, la seva dona i un altre segueixen vius així i volen prendre el control dels cossos de Kirk, Spock i el Dr. Mulhall per fer-los ells mateixos els cossos d'androides. L' Enterprise accepta la seva oferta després de deliberar-se i Sargon comença a treballar. Per permetre que el cos mantingui aquesta transformació, Henock, el tercer alienígena, fa una poció per ajudar, però té altres plans. Sargon elabora un pla per destruir-lo, demana perdó a l' Enterprise i accepta el seu destí deixant d'existir. |                      |                                                       |                     |                                                                          |                         |               |                             |
| 50 | 21                   | «Demostracions de força Patterns of Force»            | Vincent McEveety    | John Meredyth Lucas                                                      | 16 de febrer de 1968    | 52            | 8.34                        |
| La tripulació de l' Enterprise visita un planeta dominat per una cultura nazi i en guerra amb el seu veí planetari. L' Enterprise està visitant el planeta d'Ekos que està envoltat pels habitants del sistema Zeon. Els ekosians són violents i els zeons són gent pacífica. L'Enterprise vol contactar amb un professor John de la Terra que va venir aquí per investigar sense interacció, però el planeta es va convertir en una colònia de tipus nazi que odia els Zeons. Pel que sembla, John es converteix en el líder d'Ekos i trama un complot per eliminar els Zeons. Spock i Kirk s'envien i intenten contactar en John, però tenen problemes i són capturats. Plantegen sortir de la presó amb un dels Zeons i s'organitzen per conèixer en John, però s'adonen que John està drogat i Malekon controla tot el procés. Bones és radiat i dona un estimulant que finalment funciona en John, que explica a Kirk què va fallar amb la seva missió d'observació i salva el dia donant un discurs obrint als ulls a la gent d'Ekos que restableix la pau. |                      |                                                       |                     |                                                                          |                         |               |                             |
| 51 | 22                   | «Amb qualsevol altre nom By Any Other Name»           | Marc Daniels        | Història de : Jerome Bixby Guió de : D. C. Fontana i Jerome Bixby        | 23 de febrer de 1968    | 50            | 8.79                        |
| Els éssers de la galàxia d'Andròmeda roben l' Enterprise, la modifiquen tecnològicament i intenten tornar a casa. Kirk, Spock, Bones i alguns membres de la tripulació s'envien a la superfície d'un planeta i troben un grup de persones que demanen a Kirk que renunciï la nau paralitzant tothom excepte Kirk. Aquestes persones són els habitants del planeta Kelvan a la galàxia d'Andròmeda. Van creuar els límits intergalàctics i l'espai intergalàctic fins a la Via Làctia per trobar un sistema sostenible per a la seva gent en un viatge de més de 300 anys. Aviat, Rojan controla l'Enterprise i, juntament amb la seva gent, immobilitza tota la tripulació a bord i comença el viatge cap a Andròmeda. En arribar al límit intergalàctic, Spock i Scotty fan un pla per volar a l' Enterprise i derrotar la missió dels Kelvan, però Spock diu que no. Més tard, Kirk i Spock s'adonen que aquestes persones, tot i que han pres forma humana, són incapaços de gestionar el flux d'emocions. Spock, Kirk, Bones i Scotty comencen a desafiar aquestes emocions per distreure els Kelvan i recuperar el control de l' Enterprise. Ajuden els Kelvan a adonar-se que amb l'ajuda de la Federació Unida de Planetes, els Kelvan poden fer pacíficament el seu viatge a la Via Làctia i viure en harmonia amb altres civilitzacions. |                      |                                                       |                     |                                                                          |                         |               |                             |
| 52 | 23                   | «La glòria d'Omega The Omega Glory»                   | Vincent McEveety    | Gene Roddenberry                                                         | 1 de març de 1968       | 54            | 8.79                        |
| El capità Kirk ha de lluitar contra un virus mortal i un capità traïdor per aturar una guerra intertribal sense sentit. L' Enterprise respon a un senyal rebut de l'USS Exeter, que està orbitant un planeta però no respon a cap comunicació. En pujar al vaixell, Kirk, Bones i Spock descobreixen que la tripulació ha desaparegut i han deixat roba i una misteriosa sal rica en potassi i carboni. Bones s'adona que aquestes podrien ser les restes si els cossos de la tripulació perdessin tota l'aigua. Spock reprodueix l'últim registre de l' Exeter i troba un missatge que diu que tothom està afectat per un virus i que no hauria de tornar a la seva nau sinó que s'hauria de baixar a la superfície del planeta. En aterrar, troben el capità Tracey de l' Exeter, però està lluitant en una guerra amb els habitants del costat dels Yang. El grup de desembarcament és empresonat i Bones rep instruccions per trobar la cura per a la malaltia perquè puguin tornar al vaixell. Kirk, Spock i Bones s'adonen que el cos humà desenvolupa anticossos per a la malaltia en poques hores si es queden a la superfície i després es transmeten a l' "Enterprise"; els anticossos són naturals per als Yangs i Kohms locals. Finalment, els Yang s'adonen que Kirk segueix el mateix llibre que ells (la constitució i la bandera), però per decidir qui té raó, fan lluitar en Kirk i el capità Tracey en una prova per combat. Spock aconsegueix atraure un dels Yang i enganyar-lo perquè li torni el seu comunicador. Tres agents de seguretat s'envien i prenen el control de la situació. Finalment, Kirk diu als Yang que la seva Constitució és per a tothom, inclosos els Kohms, i que haurien d'intentar viure-hi en pau. |                      |                                                       |                     |                                                                          |                         |               |                             |
| 53 | 24                   | «L'ordinador ultramodern The Ultimate Computer»       | John Meredyth Lucas | Història de : Laurence N. Wolfe Guió de : D. C. Fontana                  | 8 de març de 1968       | 53            | 8.74                        |
| Un nou sistema informàtic causa estralls mentre es prova a bord de l' Enterprise. Amb la majoria de la tripulació Enterprise desembarcada, s'instal·la un nou sistema multitrònic M5 per provar si pot controlar l' Enterprise i gestionar les operacions a bord. El Dr. Richard Daystrom ha construït aquesta unitat M5 i supervisarà la prova. Tot va segons el previst a mesura que la unitat M5 completa les tasques de demostració, però d'alguna manera la màquina comença a agafar massa control de l'Enterprise, la qual cosa comença a preocupar a Spock i Kirk. Quan Kirk diu que vol que l'M5 deixi anar alguns dels controls, la màquina comença a veure-ho com una amenaça i comença a bloquejar tots els controls manuals. Això es converteix en un problema perquè la següent tasca és una batalla simulada amb tres naus estel·lars, que l'M5 creu que són atacs reals. L'M5 carrega els torpedes, destrueix l'USS Excalibur i danya greument l'USS Lexington. El Dr. Daystrom intenta parlar amb l'M5, però es torna inestable mentalment, així que Spock el deixa descansar. Aleshores Kirk parla amb l'M5 i li fa entendre que va ser dissenyat per no fer mal als humans, una regla que l'M5 ha incomplert en atacar l'USS Lexington i Excalibur. L'M5 s'adona que la seva comprensió encara és feble i es destrueix. Kirk, Spock, Uhura, Scotty i Chekov recuperen el control de la nau i tornen segurs a la base. |                      |                                                       |                     |                                                                          |                         |               |                             |
| 54 | 25                   | «Pa i circ Bread and Circuses»                        | Ralph Senensky      | Gene Roddenberry and Gene L. Coon                                        | 15 de març de 1968      | 43            | 12.10                       |
| El capità Kirk i els seus companys es veuen obligats a lluitar en jocs de gladiadors en un planeta amb una civilització semblant a l'Imperi Romà. Kirk, Spock i Bones es dirigeixen a un planeta per esbrinar per què la seva gent viu com l'antic Imperi Romà on els esclaus es veuen sotmesos a lluitar en combats de gladiadors. Demanen als refugiats que van escapar de l'esclavitud que els ajudin a entrar a l'imperi on es troben amb un antic capità de nau estel·lar. Tots tres estan capturats. Spock i Bones es veuen obligats a lluitar i més tard tots tres són condemnats a la pena de mort. Tanmateix, Kirk, Spock i Bones aconsegueixen recuperar els seus transportadors, i Scotty els transmet immediatament. |                      |                                                       |                     |                                                                          |                         |               |                             |
| 55 | 26                   | «Missió: la Terra Assignment: Earth»                  | Marc Daniels        | Història de : Gene Roddenberry and Art Wallace Guió de : Art Wallace     | 29 de març de 1968      | 55            | 8.79                        |
| Durant una missió d'investigació històrica l'any 1968, l' Enterprise es troba amb Gary Seven, un humà del futur que sembla estar intentant alterar la història. L' Enterprise té la missió d'observar la Terra l'any 1968 quan s'envia a bord d'un misteriós home anomenat Gary Seven. En Gary vol tornar a la superfície de la Terra, però la tripulació de comandament de l’Enterprise no pot decidir com procedir. Seven colpeja als guàrdies i s'escapa, fent que Kirk i Spock arribin a la superfície de la Terra. La història suggereix que aquest dia va fallar un llançament de nau espacial crucial als EUA que va canviar el curs de la història. Però Kirk i Spock no s'adonen que Seven està intentant ajudar els esdeveniments a tenir lloc i no aturar-los. Mitjançant el seu portal secret, Seven és capaç d'arribar al lloc de llançament i instal·lar el dispositiu que farà que la missió falli. L'Enterprise pot tornar amb seguretat al seu moment actual. |                      |                                                       |                     |                                                                          |                         |               |                             |

1. ↑  Acreditat com Jud Crucis
2. ↑  Acreditat com John Kingsbridge

## Mitjans domèstics
La temporada va ser llançada en DVD i Blu-ray per Paramount Home Entertainment. Hi ha una versió anterior i una versió remasteritzada.
L'any 2004 es va llançar un DVD, i més tard també es va publicar una versió remasteritzada en DVD, que presentava alguns efectes especials actualitzats en algunes escenes, així com un color reprocessat, etc.
El conjunt de DVD remasteritzat també incloïa funcions especials per a 'Tribbles', inclosos els episodis "Trials and Tribblations" de Star Trek: Deep Space Nine i "More Tribbles, More Troubles" de Star Trek: The Animated Series. El conjunt de DVD remasteritzat incloïa 8 discos DVD.

## Recepció
El 2019, CBR va classificar la temporada 2 de Star Trek (sèrie original) com la segona millor temporada de totes les temporades de Star Trek fins aleshores i la millor temporada de les tres temporades de l'original.